# Ginglymia johnsoni
Ginglymia johnsoni är en tvåvingeart som beskrevs av Daniel William Coquillett 1895. Ginglymia johnsoni ingår i släktet Ginglymia och familjen parasitflugor. Inga underarter finns listade i Catalogue of Life.